# Schizogenius pluripunctatus
Schizogenius pluripunctatus är en skalbaggsart som beskrevs av Leconte 1848. Schizogenius pluripunctatus ingår i släktet Schizogenius och familjen jordlöpare. Inga underarter finns listade i Catalogue of Life.